# José Luis López Aranguren
José Luis López-Aranguren Jiménez (Àvila, 9 de juny de 1909 - Madrid, 17 d'abril de 1996) fou un filòsof, assagista i professor espanyol.

## Biografia
Nasqué el 9 de juny de 1909 a la ciutat d'Àvila. Estudià al col·legi de jesuites de Chamartín (Madrid) entre 1918 y 1924; i a la Universitat de Madrid fins a 1936, on es llicencià en Dret i Filosofia i Lletres aconseguint la càtedra d'ètica i sociologia en aquesta universitat l'any 1955.
Allà entrà en contacte amb José Ortega y Gasset, Manuel García Morente, Juan Zaragüeta, Javier Zubiri, José Gaos o Julián Besteiro. Va fer explícita la seva admiració per Eugeni d'Ors. Durant la Guerra Civil espanyola (1936-1939) es mantingué al bàndol nacional, s'integrá al partit únic (FET y de las JONS) i col·laborà a la revista Vértice. A la posguerra formà part del grup d'intel·lectuals falangistes (entorn de la revista Escorial) que es van anar distanciant del règim del general Franco (Pedro Laín Entralgo, Dionisio Ridruejo, Antonio Tovar, Gonzalo Torrente Ballester). La seva activitat com a informant de les autoritats franquistes sobre el món intel·lectual fou objecte de polèmica.
A més de criticar alguns aspectes del règim franquista, el 1965 va participar, al costat d'Enrique Tierno Galván, Agustín García Calvo, altres professors i nombrosos estudiants, en una marxa de protesta per la falta de llibertat d'associació. Per la seva participació fou sancionat i apartat de la universitat espanyola, però es va mantenir en actiu escrivint o assistint a universitats estrangeres com a professor visitant.
En les seves investigacions s'ocupà de relacionar l'ètica i la religió. Va dissenyar un particular concepte d'"Estat de justícia social", que es diferencia del simple Estat del benestar i que és aliè a tota intervenció totalitària. En el curs de la dècada de 1960 va protagonitzar nombrosos enfrontaments amb les autoritats acadèmiques i polítiques del règim del general Franco, per la qual cosa fou expulsat de la universitat, juntament amb els professors Enrique Tierno Galván i Agustín García Calvo.
Va abandonar Espanya i, durant alguns anys es va traslladar a Los Angeles, als Estats Units, ensenyant en les universitats de Berkeley, Mèxic i altres centres acadèmics, en intensa relació amb idees i corrents de pensament progressistes i innovadors.
El 1989 fou premiat amb el Premi Nacional d'assaig de les Lletres Espanyoles i el 1995 amb el Premi Príncep d'Astúries de Comunicació i Humanitats, juntament amb l'agència de notícies EFE.

## Obra completa
Editorial Trotta ha publicat la seva Obra completa:
1. Filosofía y religión ISBN 978-84-8164-005-2
2. Ética ISBN 978-84-8164-010-6
3. Ética y sociedad ISBN 978-84-8164-058-8
4. Moral, sociología y política I ISBN 978-84-8164-073-1
5. Moral, sociología y política II ISBN 978-84-8164-087-8
6. Estudios literarios y autobiográficos ISBN 978-84-8164-132-5